# Ewa Krakowska
Ewa Krakowska, z domu Jurkiewicz (ur. 20 stycznia 1922 w Krakowie, zm. 6 sierpnia 2011 tamże) – polska malarka.

## Życiorys
Podczas II wojny światowej studiowała w Kunstgewerbeschule tj. prowadzonej za zgodą hitlerowców Państwowej Szkole Rzemiosła Artystycznego. Była związana z prowadzonym przez Tadeusza Kantora Podziemnym Teatrem Niezależnym. Po wyzwoleniu kontynuowała naukę na krakowskiej Akademii Sztuk Pięknych, od 1945 przez szesnaście lat była żoną Tadeusza Kantora. Od 1954 należała do Związku Polskich Artystów Plastyków, była członkiem Grupy Młodych Plastyków. Artystka zajmowała się malarstwem, tworzeniem tkanin artystycznych, fotografią i scenografią. W 2009 opublikowała książkę „Szkice z pamięci”, będącą opowieścią o latach szkolnych autorki i jej związku z Tadeuszem Kantorem. Drugim mężem malarki był scenograf Wojciech Krakowski. Pochowana na cmentarzu Rakowickim w Krakowie (kwatera JC, rząd płd.).
Kolekcje prac Ewy Krakowskiej są w posiadaniu Muzeum Narodowego w Krakowie i Muzeum Ziemi Tarnowskiej w Tarnowie. Córką Ewy Krakowskiej i Tadeusza Kantora jest artystka Dorota Krakowska.

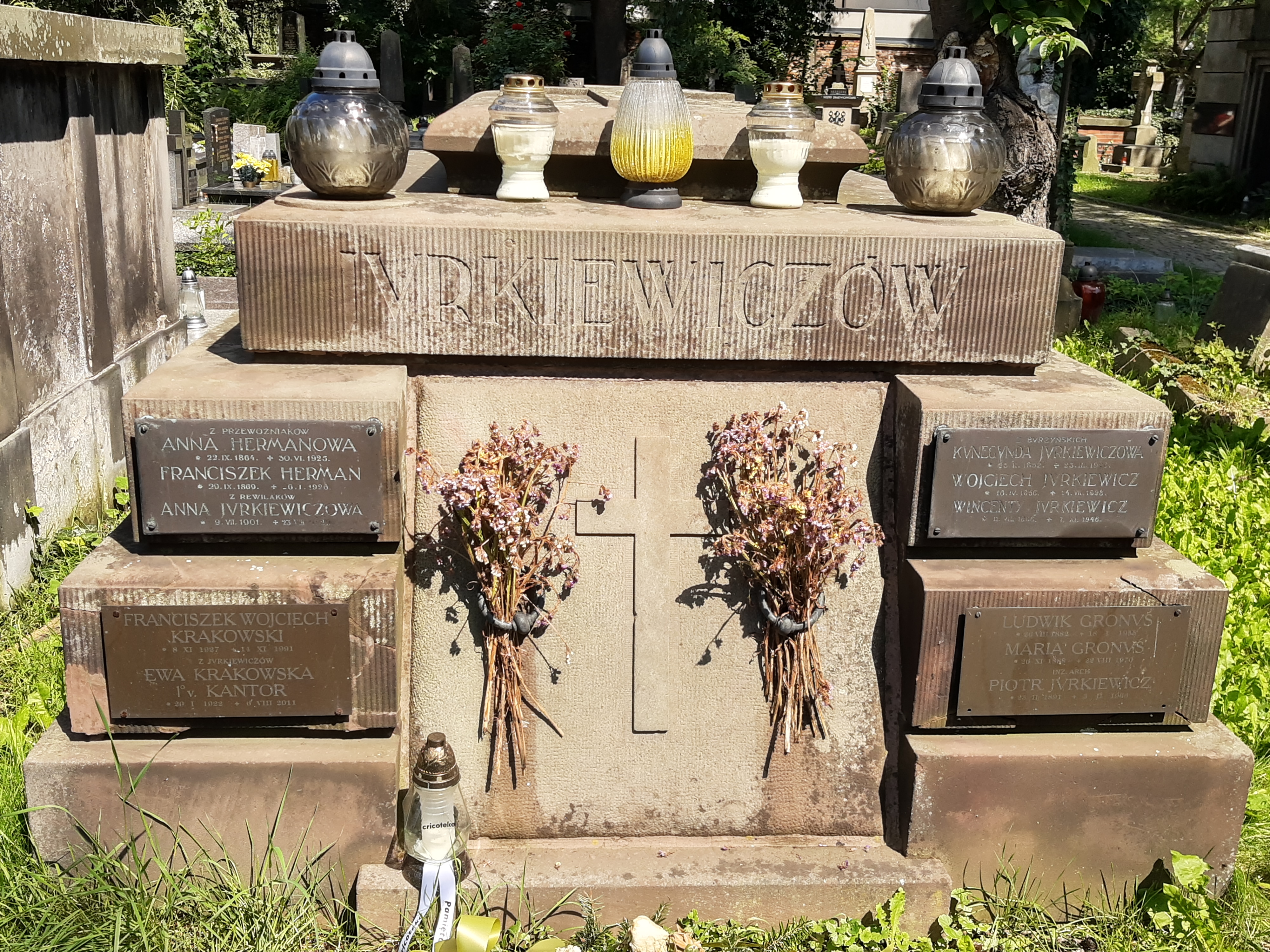
Grób Ewy Krakowskiej na cmentarzu Rakowickim